# Дракар

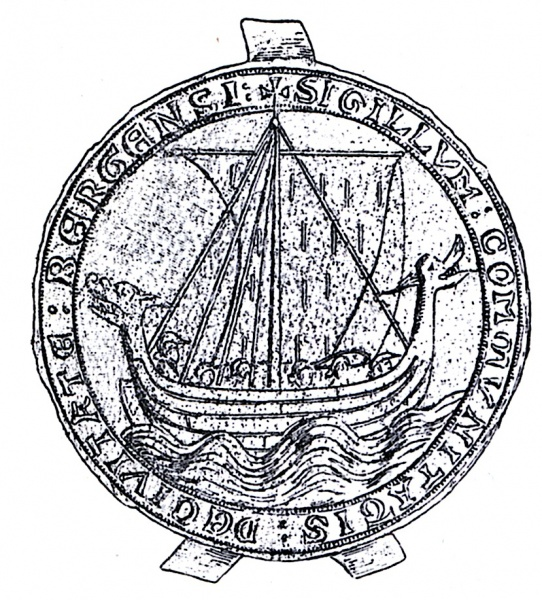
Печатка міста Берген з зображенням корабля вікінгів, можливо дракара

Драка́р (норв. drakkar від дав.-сканд. drage — «дракон») — особливий вид кораблів вікінгів із 30-ма і більше парами весел, який характеризується високо піднятими штевнями на носі та кормі, прикрашеними зображеннями голів драконів. На відміну від інших довгих кораблів вікінгів, дракари відомі виключно з літературних джерел (скандинавських саг), таких як Сага про Ґонґу-Грольфа XIII століття і середньовічних зображень, і ще жодного разу не були підтверджені археологічно.

## Згадки
У скандинавських сагах ці судна описуються як надзвичайно вишукані і багато прикрашені кораблі, що використовувались для війни та грабіжницьких набігів. Ймовірно, за типом ці кораблі були скейдами, які відрізнялися лише розміщеними на штевнях зображеннями грізних звірів, таких як дракони та змії.
Найпершим згаданим дракаром був корабель невстановлених розмірів, що належав Гаральдові Прекрасноволосому в X столітті. Першим дракаром, розмір якого згадується в джерелі, був Tranann з 30 парами весел Олафа Трюггвасона, побудований у Нідаросі приблизно в 995 році. Найвідомішим у цей період став його пізніший корабель Ormrinn Langi («Довгий змій») із 34-ма парами весел, побудований протягом зими 999—1000 років. Він зіграв повідну роль у морській битві під Сволдером. Під час археологічних розкопок не було знайдено справжнього дракара, описаного в сагах.

## Опис

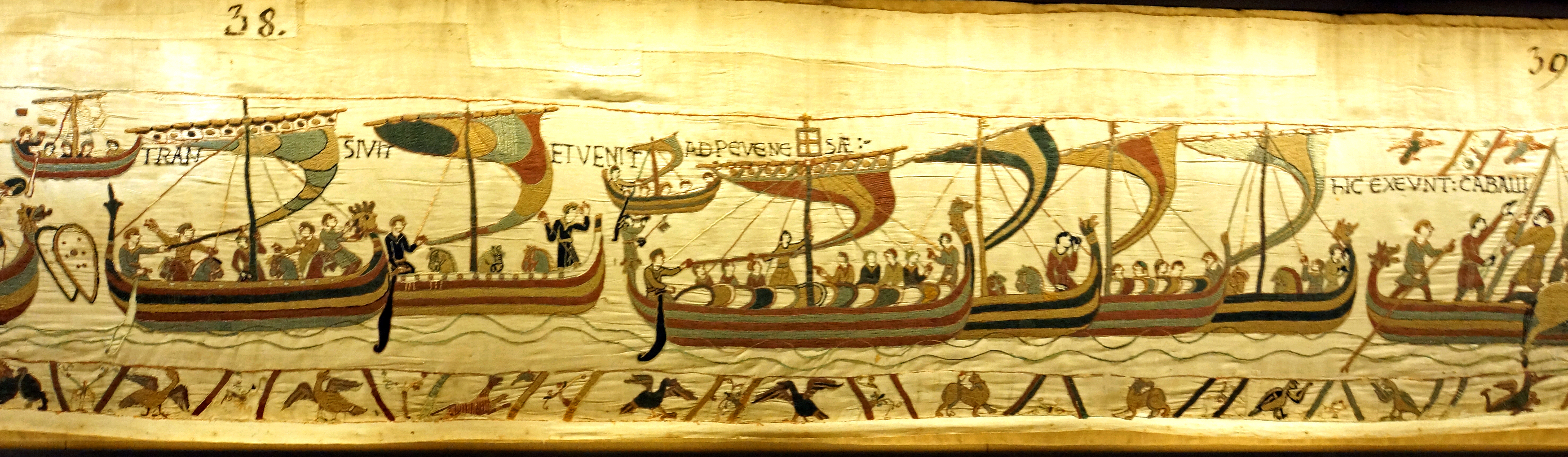
Дракари, зображені на Гобелені з Байо

Дракари, як і інші довгі кораблі вікінгів мали стрункий, довгий, вузький, легкий корпус із малою осадкою. Мала осадка корабля допускала навігацію у водах глибиною лише один метр і дозволяла швидку висадку. Його легка вага надала можливість переправляти судно волоком. Кораблі були також симетричними, дозволяючи судну швидко змінити напрям руху на протилежний. Дракари були обладнані веслами уздовж майже повної довжини човна. Кораблі мали прямокутне вітрило на єдиній щоглі, яке використовувалося для допомоги веслярам, особливо протягом далеких подорожей.
Вважається, що дракарами були найбільші з довгих кораблів вікінгів типу скейд, розміри яких коливалися від 25 до 35 метрів. На носі кріпилася різьблена голова дракона (звідси й назва типу корабля), а по бортах розташовувалися щити. Голова дракона символізувала високий статус власника судна, а сам корабель міг бути будь-яким. При наближенні до дружніх земель голова дракона забиралася — за повір'ями народів Півночі, вона могла налякати або розлютити добрих духів. Якщо вікінги бажали миру, вождь із носа дракара показував щит, внутрішній бік якого був пофарбований у білий колір. Дракари приводилися в рух веслами і найпростішим вітрилом. Керування здійснювалося за допомогою кермового весла з коротким поперечним румпелем, встановленим на правому борту. Великі кораблі мали до 35 пар весел («Великий Змій», побудований для короля Олафа Трюггвассона взимку 999/1000 року) і розвивали швидкість до 10-12 вузлів, що для кораблів такого класу може вважатися видатним показником.
Дракари, в силу своєї малої посадки, були зручні для пересування річками. З цієї ж причини дракари часто використовувалися також і для раптової вилазки військ на атаковану територію. Низькі борти робили дракар слабко помітним на тлі морських хвиль, що дозволяло зберігати маскування до останньої миті.

## Реконструкції

#### В Україні

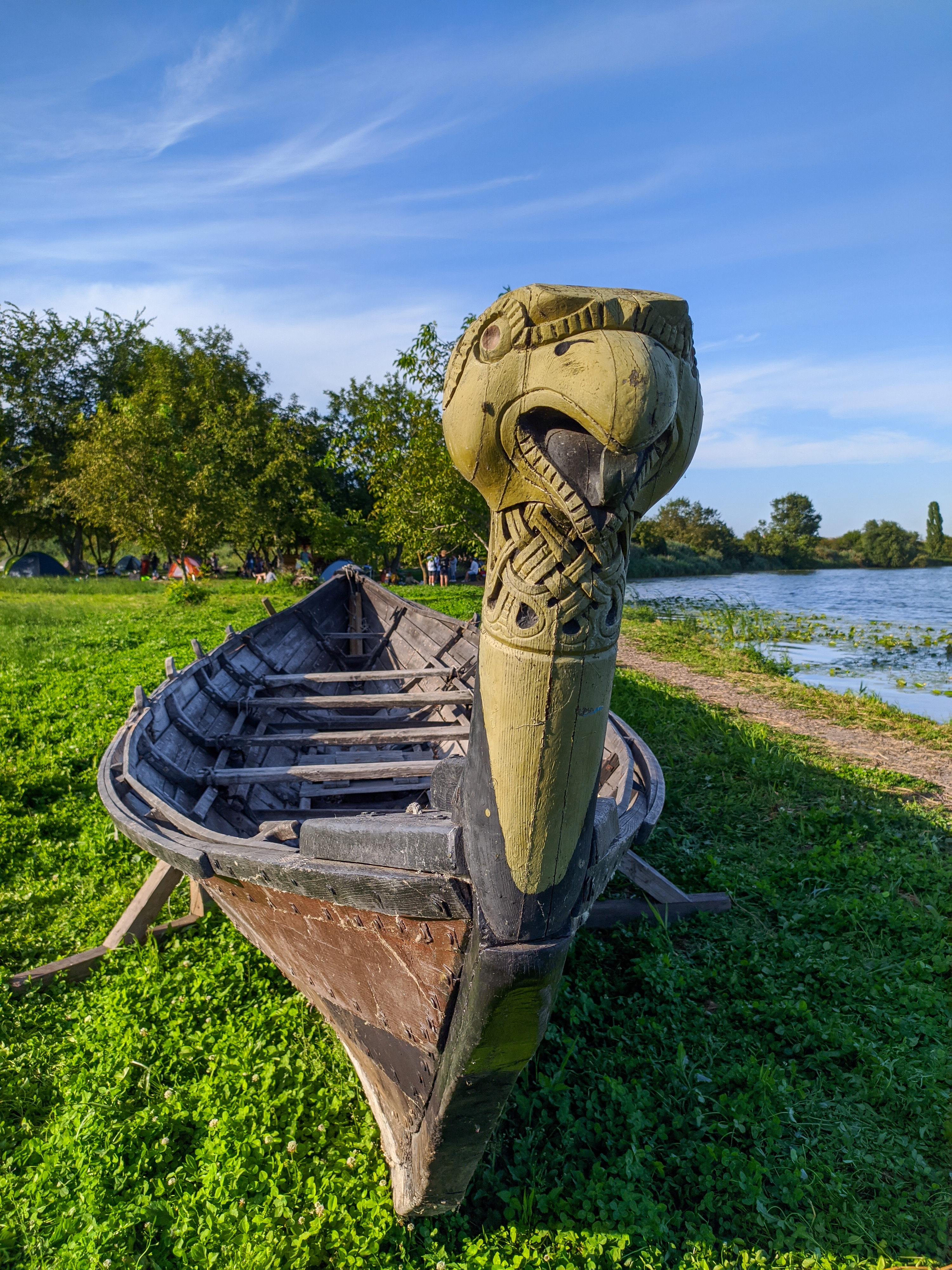
Дракар Фрея на Городищі Оствиця

Дракар «Фрея» (2012)
21 вересня  2012 року на свято родючості й осіннього рівнодення в яхт-клубі «АРГО» в місті Херсоні була спущена на воду перша в Україні реконструкція лоді вікінгів на ім'я «ФРЕЯ». Влітку 2020 року човен, в якості музейного експонату, було подаровано парку історичної реконструкції Городище Оствиця.
Дракар «Гунгнір» (2019)

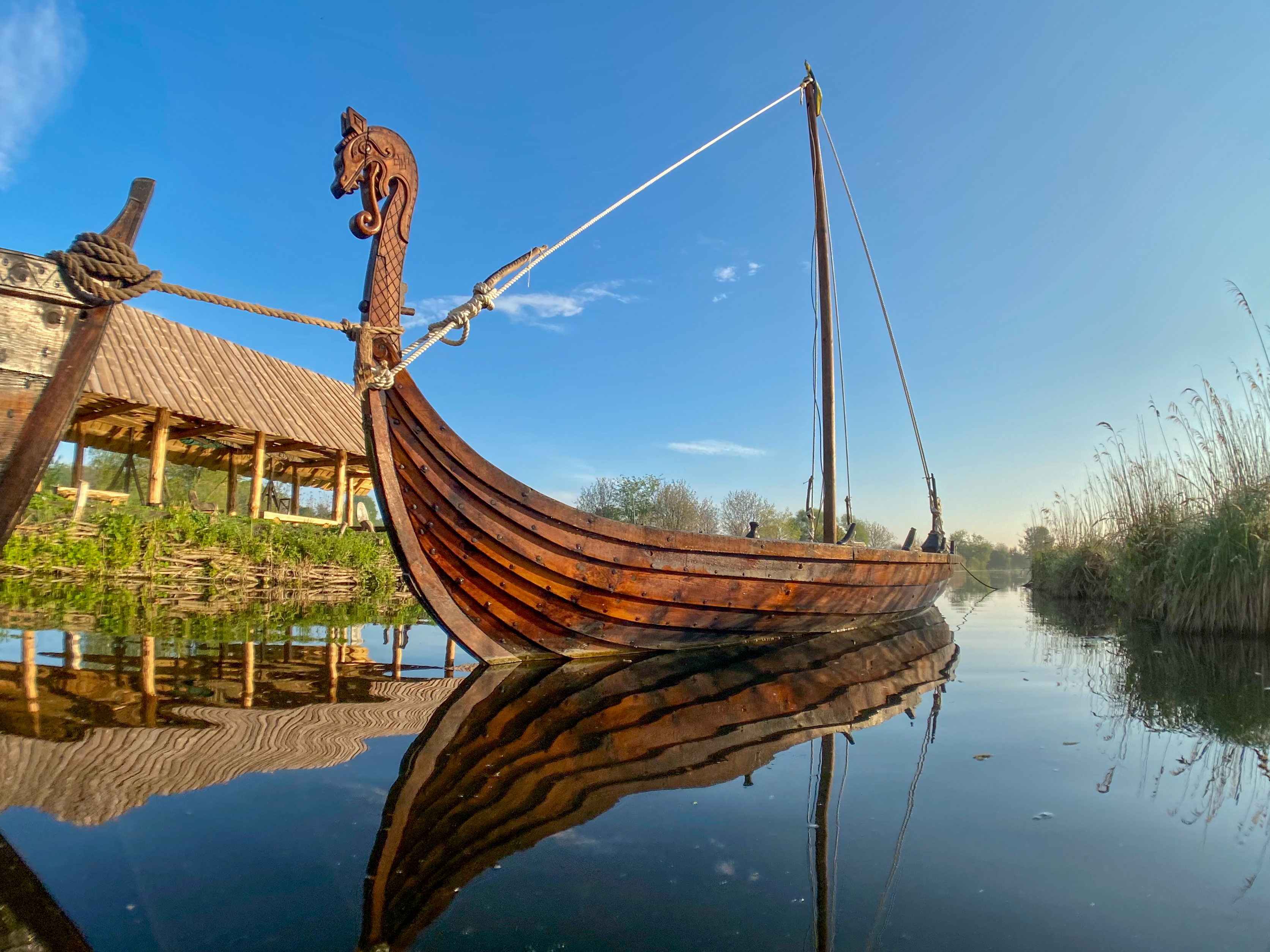
Дракар Гунгнір

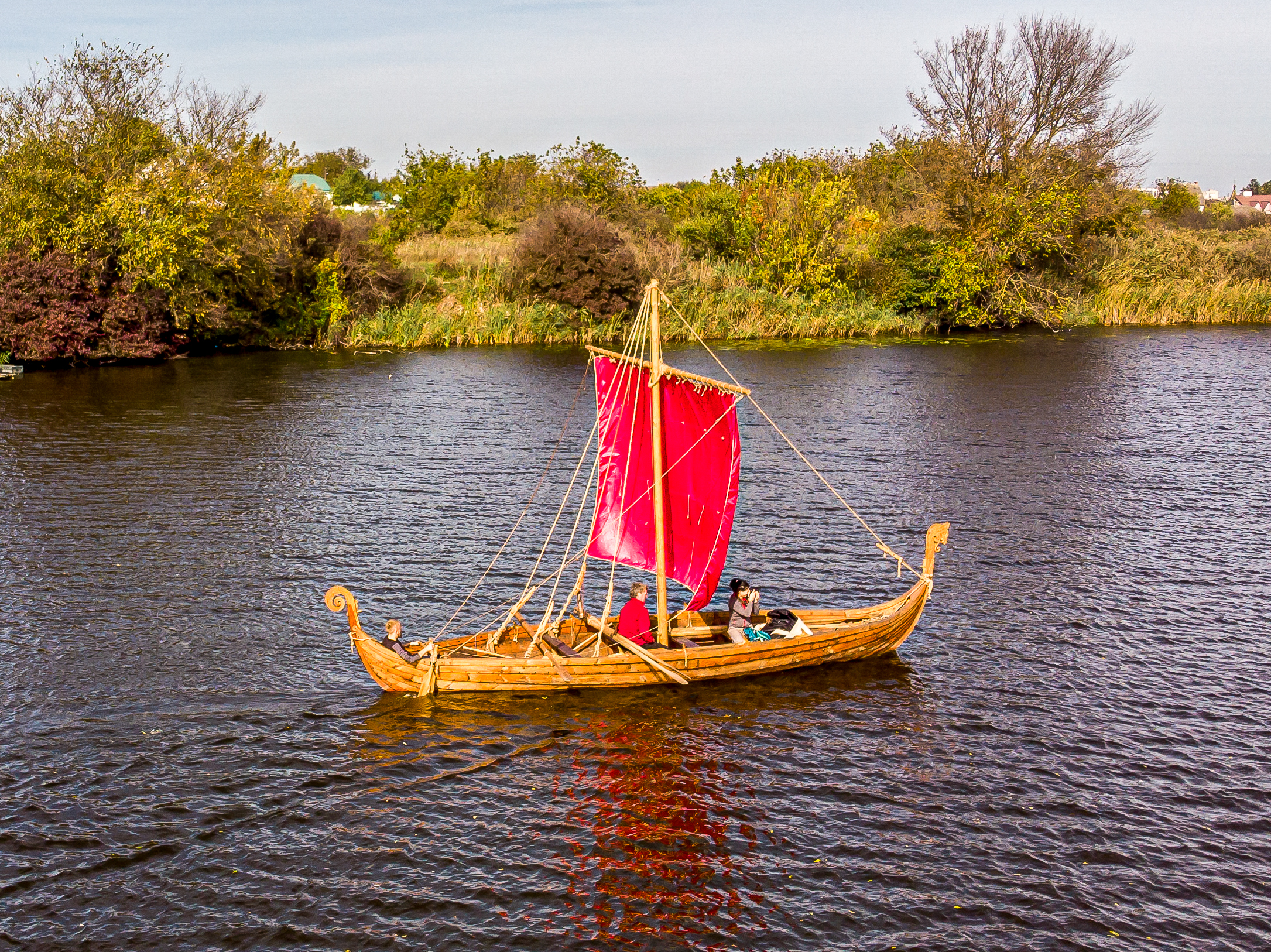
Дракар Гунгнір під вітрилом

Рівненські майстри з клубу історичної реконструкції Оствиця спорудили зменшену копію гокстадського корабля вікінгів IX століття. 28 серпня 2019 року на березі найбільшого в Рівному Басівкутського озера було спущено на воду копію стародавнього варязького човна дракара «Гунгнір». На Городищі Оствиця регулярно проводять екскурсійні катання на ньому.